# George Milles (1er comte Sondes)
George Watson Milles, 1er comte Sondes (2 octobre 1824 - 10 septembre 1894), est un pair britannique et un homme politique conservateur.

## Carrière politique
Il est le fils de George Milles (4e baron Sondes). Il est élu député de Kent East en 1868, poste qu'il occupe jusqu'en 1874, date à laquelle il succède à son père en tant que cinquième baron Sondes et entre à la Chambre des lords. En 1880, il est créé vicomte Throwley du comté de Kent et comte Sondes de Lees Court dans le comté de Kent.

## Famille
Lord Sondes épouse Charlotte Stracey, fille d'Henry Stracey, 5e baronnet, en 1859. Ils ont plusieurs enfants. Il meurt en septembre 1894 à l'âge de 69 ans. Son fils aîné, George Milles-Lade (2e comte Sondes), lui succède. Lady Sondes est décédée en juin 1927.